# Maison forte de l'Epronnière
La maison forte de l'Epronnière ou encore de l'Éperonnière est située à Livré-la-Touche, dans le département de la Mayenne en région Pays de la Loire. Elle est située à 4 kilomètres au Nord-Ouest du bourg. Elle est construite sur la rive droite de la Mée, un affluent de l'Oudon.

## Désignation[1]
- Esperonnière, XIVe siècle (Chartrier de l'Abbaye de la Roë).
- La maison de l'Esperonnière, 1589 (Chroniques Craonnaises[2], p. 706).
- La garnison de l'Esperonnière', 1600 (Chroniques Craonnaises, p. 706).
- L'Épronnière, château (Carte de Cassini).

## Description
La maison forte de l'Epronnière se présente comme une construction ramassée, haute de trois étages réservés à l'habitation, au-dessus du rez-de-chaussée, outre les combles à usage de greniers. Un escalier de 80 marches en pierre, logé dans une tourelle au milieu de la façade, dessert l'ensemble. Des tours rondes occupent les angles et à l'arrière subsiste une tour carrée. Le rez-de-chaussée montre encore un vaste porche voûté en pierre qui donnait accès à la porte d'entrée.

## Histoire
La maison forte est mentionnée dès le XIVe siècle et était un fief vassal relevant de la baronnie de Craon. Guillaume Esperon, seigneur de Livré, aurait donné son nom au lieu où elle est construite. Le domaine comprenait en 1543 les métairies de la Rivière, du Châtaigner, l'étang de Cosnard, un moulin en 1723.
Le 5 août 1589, Antoine de Silly, comte de Rochefort, datait d'Angers une commission donnée à Michel de la Chevalerie de lever une compagnie de 50 hommes d'armes pour courir sus aux ligueurs et tenir garnison en son château de l'Éperonnière ; avec ordre aux paroisses d'Athée, Ballots, Saint-Michel-de-la-Roë, la Chapelle et le Ressort de Cossé de fournir à son entretien. Le capitaine s'acquitta de sa mission, « en hayne de quoi sa maison de l'Épronnière a esté brûlée trois fois », dit plus tard sa veuve restée chargée d'onze enfants, et presque sans ressources à la fin de la guerre. Henri IV, en 1600, maintint la veuve dans la possession de sa part de rançon d'un prisonnier ligueur, nommé Vincent Brillaye, qui avait été arrêté muni d'un passeport de Charles de Chambes, Comte de Montsoreau, au mois de décembre 1589.
La maison forte, la chapelle voisine et les douves (aujourd'hui comblées) font l'objet d'une inscription au titre des monuments historiques par arrêté du  30 septembre 1994.

## Sources et bibliographie
- « Maison forte de l'Epronnière », dans Alphonse-Victor Angot et Ferdinand Gaugain, Dictionnaire historique, topographique et biographique de la Mayenne, Laval, A. Goupil, 1900-1910 [détail des éditions] (BNF 34106789, présentation en ligne)